# Lieutenant-gouverneur de l'État de New York
Le lieutenant-gouverneur de l'État de New York  (Lieutenant Governor of New York) est une fonction constitutionnelle de la branche exécutive du gouvernement de l'État de New York, aux États-Unis. Le poste est le deuxième officiel dans l'ordre hiérarchique de l'État après celui de gouverneur. 
Le lieutenant-gouverneur est élu en ticket avec ce dernier pour un mandat de quatre ans. Ses fonctions officielles selon la constitution actuelle de l'État sont de servir comme président du Sénat de l'État, d'être le gouverneur par intérim en cas d'absence de l'État du gouverneur ou d'empêchement de celui-ci et de devenir gouverneur en cas de décès, de démission ou de retrait du poste par impeachment du gouverneur en titre. Les charges du lieutenant-gouverneur sont de siéger à la Cour de New York pour les procès d'impeachment (New York Court for the Trial of Impeachments), au Conseil de défense de l'État (State Defense Council) et au conseil d'administration du Collège de la Science environnementale et de la forêt (board of trustees of the College of Environmental Science and Forestry).
Le lieutenant-gouverneur actuel est le démocrate Antonio Delgado depuis le 25 mai 2022.

## Liste des lieutenants-gouverneurs de l'État de New York
| Lieutenant-gouverneur | Lieutenant-gouverneur | Lieutenant-gouverneur | Lieutenant-gouverneur | Lieutenant-gouverneur |
| #                     | Nom                   | Période               | Parti                 | Parti                 |
| --------------------- | --------------------- | --------------------- | --------------------- | --------------------- |
| 1                     | Alfred DelBello       | 1983-1985             |                       | Démocrate             |
| 2                     | Stan Lundine          | 1987-1994             |                       | Démocrate             |
| 3                     | Betsy McCaughey       | 1995-1998             |                       | Républicain           |
| 4                     | Mary Donohue          | 1999-2006             |                       | Républicain           |
| 5                     | David Paterson        | 2007-2008             |                       | Démocrate             |
| 6                     | Richard Ravitch       | 2009-2010             |                       | Démocrate             |
| 7                     | Robert Duffy          | 2011-2014             |                       | Démocrate             |
| 8                     | Kathy Hochul          | 2015-2021             |                       | Démocrate             |
| 9                     | Brian Benjamin        | 2021-2022             |                       | Démocrate             |
| 10                    | Antonio Delgado       | Depuis 2022           |                       | Démocrate             |